# Accademia di Belle Arti (Florenz)

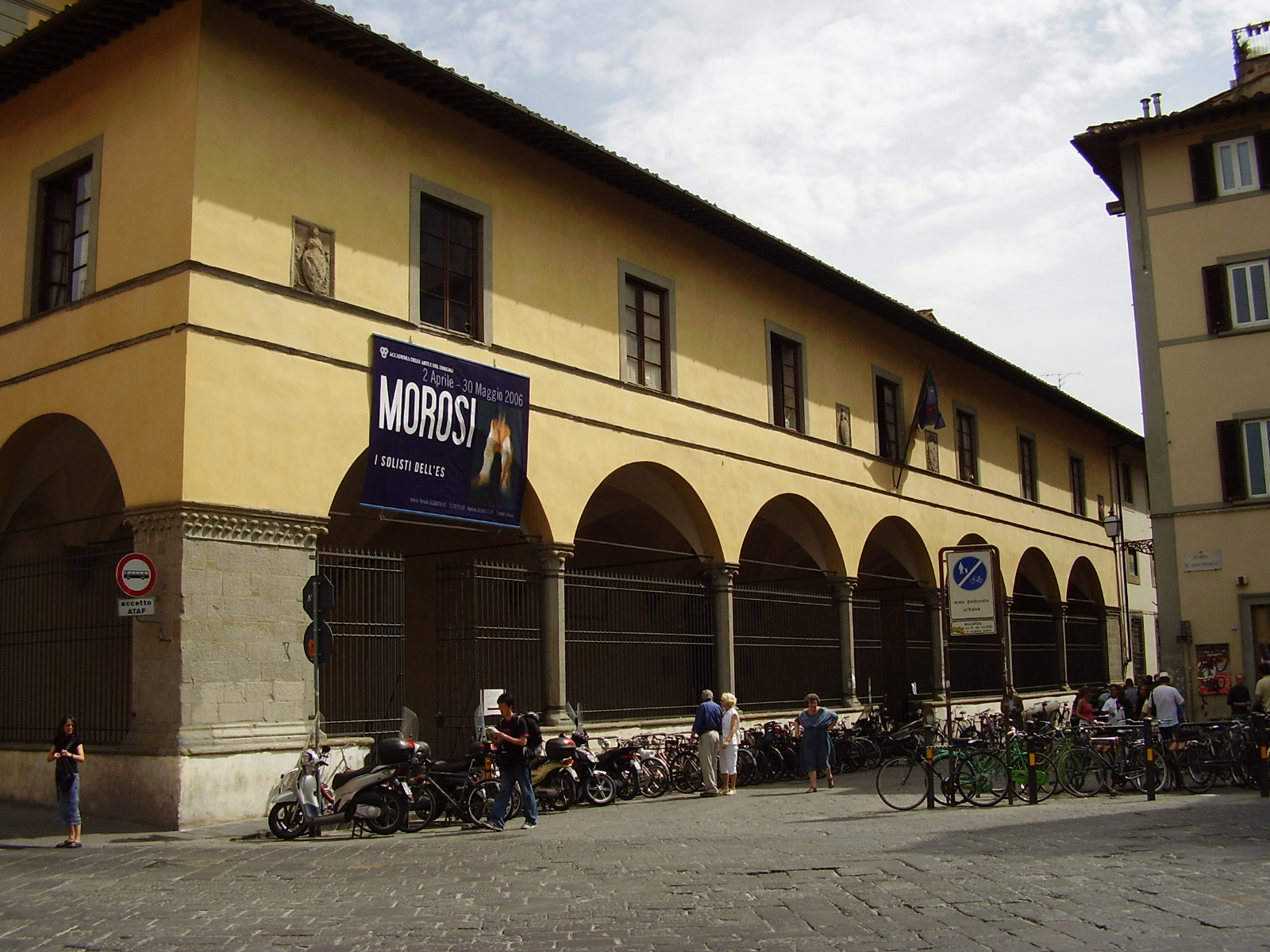
Ansicht der Accademia von der Piazza San Marco aus (2005)

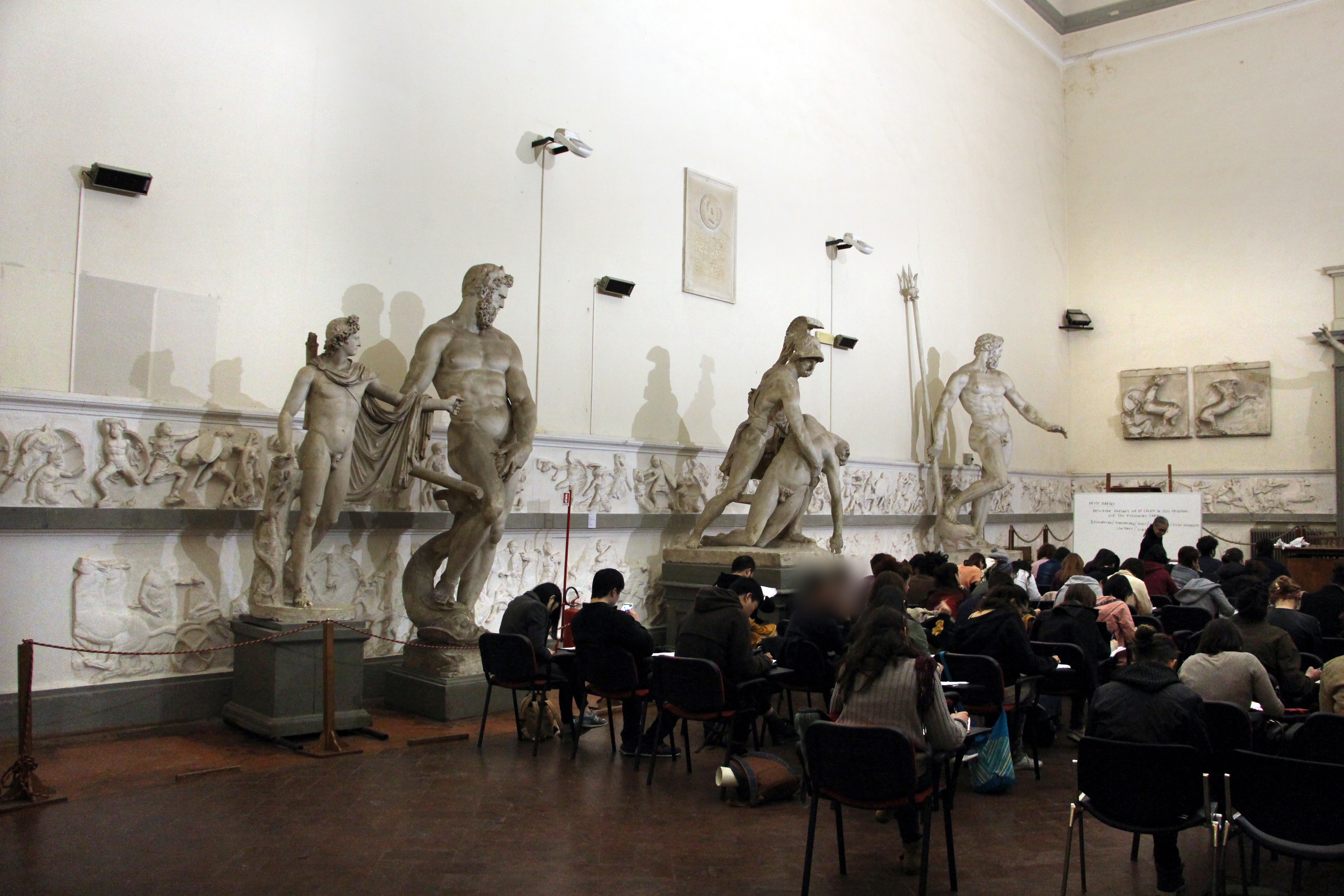
Studenten in der Sala Minerva (2014)

Die Accademia di Belle Arti in Florenz, kurz Accademia, war die erste Akademie für Malerei in Europa. Sie wurde 1563 unter der Schirmherrschaft des Cosimo I. de’ Medici von Giorgio Vasari, Agnolo Bronzino und Bartolomeo Ammanati gegründet, drei der bedeutendsten Künstler des Manierismus. Sie trägt seit 1784 den Namen Accademia di Belle Arti Firenze. Den Betrieb nahm die Accademia in der Kirche Santissima Annunziata auf. Als die Accademia entschied, mit Artemisia Gentileschi (1593–1653) eine Frau aufzunehmen, kam dies einer Sensation gleich.
Großherzog Leopold der Toskana dekretierte 1784, dass alle Malschulen in Florenz unter einem Dach und unter der Leitung der Accademia zusammengefasst werden sollten, und dass sie eine Galerie mit Gemälden alter Meister enthalten solle, um den jungen Künstlern bei ihren Studien zu helfen. Die Accademia und die zugehörige Galerie erfüllen auch heute noch diesen Auftrag, jetzt in einem früheren Konvent und Hospiz in der Via Ricasoli.
Der Großherzog entschied darüber hinaus, dass zu den Künsten, die von der Accademia gefördert werden sollten, die Musik und die Kunstrestaurierung gehören sollten, so dass seitdem das Cherubini-Konservatorium und das Opificio delle Pietre Dure dazu gehören.
In dem Museum der Accademia stehen der David von Michelangelo, seit er 1873 von seinem Standplatz am Palazzo Vecchio zu seinem Schutz hierher gebracht wurde, ebenso wie seine Gefangenen (Prigioni), die für das Grab des Papstes Julius II. vorgesehen waren, Giambolognas Originalplastiken für den Raub der Sabinerinnen, sowie herausragende Gemälde aus dem Florenz des 15. und 16. Jahrhunderts. Weiterer Schwerpunkt der Galleria dell’Accademia ist die Malerei des 13. und 14. Jahrhunderts. Sie ist damit eine der bedeutendsten Kunstsammlungen in Florenz.

## Studenten
Berühmte Studenten waren:
- Giuliano Bugiardini
- Giovanni Balducci im Jahre 1578
- Cosimo Gamberucci im Jahre 1580
- Francesco Curradi im Jahre 1590
- Giovanni Battista Caccini (1556–1613)
- Artemisia Gentileschi (1593–1653)
- Zanobi del Rosso im Jahre 1749
- Luigi Sabatelli (1772–1850)
- Innocenzo Ansaldi (1734–1816)
- Lorenzo Bartolini (1777–1850)
- Giuseppe Bezzuoli (1784–1855)
- Gaetano Baccani (1792–1867)
- Cesare Mussini (1804–1879)
- Carlo Ademollo (1824–1911)
- Giovanni Fattori (1825–1908)
- Silvestro Lega (1826–1895)
- Frederic Leighton (1830–1896)
- Adriano Cecioni (1836–1886)
- Odoardo Borrani (1833–1905)
- Urbano Lucchesi (1844–1906)
- John Singer Sargent (1856–1925)
- Eugenio Renazzi (1863–?) von 1883 bis 1888
- Galileo Chini (1873–1956)
- Amedeo Modigliani (1884–1920) im Jahre 1902
- Giuseppe Viviani (1898–1965)
- Ottone Rosai (1895–1957)
- Marisa Mori (1900–1985)
- Lorenzo Garaventa (1913–1999)
- Norris Embry (1921–1981)
- Giuliano Vangi (1931–2024)
- Salvatore Garau (1953–)
- Vito Pace (1966–)